# Мантаев, Биймурза Салимханович
Биймурза Салимханович Мантаев (23 сентября 1950, Аксай, Хасавюртовский район, Дагестанская АССР, РСФСР, СССР) — актёр театра, театральный режиссёр. Работал главным режиссёром Кумыкского музыкально-драматического театра им. А.-П. Салаватова. 

## Биография
В 1973 году окончил Грузинский государственный театральный институт в Тбилиси. В 1977 году окончил Высшие режиссерские курсы ГИТИСа в Москве. В том же 1977 году в Москве был участником седьмого Совещания молодых писателей СССР. С 1978 года начинает работать режиссёром, а позднее главным режиссёром в Кумыкском музыкально-драматического театра им. А.-П. Салаватова, а потом снова режиссёром. Является создателем и художественным руководителем Дагестанского Государственного Экспериментального Театра-студии «Колесо», который располагался в Махачкале. Живёт в турецкой Анталье. 

## Избранные театральные постановки
- «Умалатбий» (Баммат Атаев)
- «Алякай и Телякай» (Абдул-Вагаб Сулейманов)
- «Раскаяние» (Магомед-Султан Яхьяев)
- «Ташбике» (Атав Атаев)
- «Макбет» (Уильям Шекспир)
- «Анжело» (Виктор Гюго)
- «Фальшивая монета» (Максим Горький)
- «Лысая певица» (Э. Ионеско)
- «Случай в зоопарке» (Э. Олби)
- «Ворон» (Карло Гоцци)
- «Охота на крыс» (Петер Туррини)
- «Бабьи сплетни» (Карло Гольдони)
- «За закрытыми дверями» (Жан-Поль Сартр)
- «Бешеные деньги» (Александр Островский)

## Автор пьес
- «Нужна ли фея вашему саду?»
- «Близкие люди»
- «Игры у старой мельницы»
- «Странные обычные парни»
- «Круги на воде»
- «Белая гора на белой простыне»
- «Древо Тенгри» (в соавторстве с Бамматом Атаевым)
- «Мое одно кумыкское село» (в соавторстве с Бамматом Атаевым)